# 亚利桑那·罗宾斯
亚利桑那·罗宾斯（Arizona Robbins）医生是美国广播公司在美国播出的医务剧《实习医生格蕾》中的一个虚构角色，由杰西卡·卡普肖扮演。她在第5季的第11集以医院新任小儿外科主任医生的身份登场。起初这个角色只会出演3集，但之后卡普肖的合约得以延长到第5季结束，从第6季开始，罗宾斯开始成为剧集中的固定角色。
罗宾斯的性格特点一直有些“古怪”，经常脚穿旱冰鞋，头戴霍利·霍比式的磨砂帽，旨在引起其治疗的小儿病人的注意。她与骨科住院医生凯丽·托雷斯（饰）建立起了一段浪漫关系，两人已经同居。剧集主创人珊达·莱梅斯对罗宾斯和托雷斯之间的化学反应感到欣慰，称增加卡普肖出演是这季节目中最让自己感到自豪的要素。媒体对这个角色也有着较为正面的评价，《电视指南》的马特·米托维斯（Matt Mitovich）称其为“粉丝的宠儿”，IGN网站的克里斯·曼菲特（Chris Monfette）称赞剧集增加了这样一个“新鲜的新角色”。
2018年3月，杰西卡·卡普肖与饰演艾普尔·凯普纳的萨拉·德鲁被告知因“创作原因”在第14季结束后将离开剧组。珊达·莱梅斯称赞了卡普肖的角色为LGBTQ群体带来的影响力，她表示两位演员“以精湛的演技生动饰演了这两个角色，并鼓舞了全世界范围内的女性”。卡肖普和德鲁的离开引发了争议，舆论猜测两人的离开和艾伦·旁派每年高达2000万美元的片酬合約有关。不过制片人克里斯塔·维诺夫否认了上述说法，他表示让两人离开的决定完全是出于创作原因而非预算原因。卡普肖也向剧迷发表声明阐述了罗宾斯这一角色的重要意义：“她是在公共电视台首批担任剧集常规角色的LGBTQ代表人物之一，她在世界范围内的影响永远不会消退”。

## 剧情
随着乔丹·肯利医生（Dr. Jordan Kenley，约翰·斯洛曼）的去世，西雅图仁爱医院的外科主任理查德·韦伯（Richard Webber，小詹姆斯·皮肯斯）请来约翰·霍普金斯大学医学院毕业生亚历桑那·罗宾斯医生担任小儿外科主任。罗宾斯工作后不久就与骨科住院医生凯丽·托雷斯有了暧昧，并且亲吻了对方，两女开始了交往。但托雷斯的父亲卡罗斯（Carlos，赫克托·埃里仲杜）得知后无法接受，要求女儿和自己回家，否则将切断其经济来源。之后托雷斯又一次回到西雅圖，并且仍然拒绝接受女儿的性取向，但罗宾斯成功地说服了对方重新考虑。她告诉卡罗斯，自己的父亲当年就接受了自己的性向，她曾向父亲保证，她永远都会是那个他养大的好女儿，而凯丽也一样是卡罗斯养大的那个人。之后，托雷斯得知罗宾斯不想要孩子，这让她非常失望，两人决定结束这段恋情，因为她们的人生追求有太大的不同。但是，一位已故病人的丈夫因为悲痛和愤怒持枪进入医院找德里克·谢柏德（帕特里克·丹普西饰）报复，杀死了包括医生、保安在内的多人。当时医院进入紧急锁定状态，任何人都不能进出，莱克西·格蕾（凯乐·利饰）、罗宾斯和托雷斯等人都被关在一起，经过这一次变故后，罗宾斯与托雷斯又重新走到了一起。
罗宾斯得知自己已经获得授权前往马拉维，并且可以成为那里的医生。最终托雷斯接受了这个现实，并决定和罗宾斯一起离开。然而，罗宾斯却在机场留下了托雷斯，独自前往马拉维，导致两人的关系因此而结束。罗宾斯回来后，希望可以重燃与托雷斯的爱火，但起初受到了拒绝。之后，托雷斯透露自己已经怀了身孕，孩子的父亲是整容外形医生马克·斯隆（埃里克·迪恩饰）。罗宾斯一开始觉得难以想象，但最终还是接受了这个情况，两人又开始了交往。一个周末，托雷斯带罗宾斯去度假，后者借机向前者求婚，但就在这时发生了车祸，托雷斯陷入晕迷并有生命危险。医院通过了一系列手术进行抢救，并且还接生了早产的婴儿，斯隆和罗宾斯情感上都为此经历了一次崩溃。托雷斯终于苏醒后接受了求婚，米兰达·贝利（Miranda Bailey，钱德拉·威尔森饰）主持了婚礼。
随着为期5年的住院医生实习期将满，罗宾斯催促亚历克斯·卡雷夫（賈斯汀·錢柏斯饰）选择在自己领导的儿科工作。之后不久，罗宾斯、莱克西、梅莉迪丝·格蕾（艾伦·旁派饰）、谢柏德、克莉丝汀娜·杨（吳珊卓饰）、斯隆等人乘坐的飞机发生了空难，莱克西和斯隆不幸遇难，罗宾斯虽然生还，但也失去了左边小腿。之后法院认为医院存在疏忽，判决每位受害人必须获得1500万美元的补偿，保险公司因法院的意见而拒绝赔偿，医院因此面临破产。之后获得赔偿的几位幸存医生与托雷斯在哈珀－艾弗里基金会（Harper-Avery Foundation）的帮助下共同出资买下了医院，大家都成了新的董事会成员，并把西雅图仁爱西慈医院更名为格蕾·斯隆纪念医院来纪念空难中遇难的两位亲人/同事。已成残废的罗宾斯起初对托雷斯很冷淡，因为正是对方决定为了挽救自己的生命而进行截肢手术，但在托雷斯的不断努力下双方逐渐和解，罗宾斯也试着适应自己的新生活。之后，医院新来了一位给婴儿做面部重建手术的劳伦·鲍斯韦尔医生（Dr. Lauren Boswell，海莉·柏顿饰），久未云雨的罗宾斯觉得很受对方的吸引，结果两人发生了一夜情，罗宾斯和托雷斯的关系也因此落入谷底。最后她们都阐述了这起事故给自己带来的真实感受。

## 发展

### 演员和创作
2008年12月，首次有报道称杰西卡·卡普肖将加盟《实习医生格蕾》，在多集节目中出演儿科医生亚利桑那·罗宾斯。在起初的计划里这个角色一共会在第5季中出场3集，但节目主创人珊达·莱梅斯延长了卡普肖的合约，让角色在该季剩下的每集节目里都有出场，并且从第6季开始成为节目的固定班底。对于这次增加角色莱梅斯表示：
“我爱杰西卡·卡普肖，我说的‘爱’就是‘爱’的意思。她真好到没法再好了，我觉得亚利桑那和凯丽之间的化学反应就像梅莉迪丝和德里克之间的一样。我发现这让人观看起来感到很愉快。”——珊达·莱梅斯，/quote
罗宾斯自第6季成为节目的固定班底后，《实习医生格蕾》也因此成为当时唯一一个有女同性恋固定角色的黃金時段电视节目。《电视指南》的马特·米托维奇形容罗宾斯“古怪（而）活泼”，网站的克里斯·德莱昂（Kris De Leon）则称该角色是“不为自己情绪所左右的一名清晰而理性的医生”。
罗宾斯和托雷斯首度接吻的一集节目编剧威廉·哈珀（William Harper）认为，罗宾斯“真正对人们有积极且最为无私的兴趣。”对于罗宾斯的自信，卡普肖有自己的评价：“她从不去想自己做错了什么，不是什么，她只会去想自己做对了什么，又是什么。”她被描述为有一些“古怪的倾向”，包括穿轮滑鞋上班。

### 特点
美国广播公司的官方网站上形容罗宾斯的性格为“自信”、“雄心勃勃”和“开朗”。她出场后不久就与托雷斯成为了恋人，粉丝还为两人的关系造出一个混成詞（分别取凯丽名字的前3个字母和亚历桑那名字的后4个字母）。托雷斯的前任女友埃丽卡·哈恩（布鲁克·史密斯饰）由于和托雷斯之间缺乏足够的化学反应而于2008年“退出”了节目演出。相比之下，莱梅斯称赞了罗宾斯和托雷斯之前的化学反应，将其与节目主角梅莉迪丝·格蕾和德里克·谢柏德之前的恋情相提并论，并表示：“她们有那么些小故事，让你会想关注她们。”。莱梅斯称增加卡普肖的出演是她在这季节目中最感自豪的元素之一，并表示自己希望能更早些给凯丽找到一个“熠熠生辉”的爱侣，不过还是很高兴最终找到了罗宾斯。

当罗宾斯一开始因缺乏与女人相处的经验而拒绝托雷斯时，剧集的编剧彼得·诺沃克表明了自己的见解：
|               | 我完全理解亚利桑那为什么不想和一个新生约会。这就像你已经念大四，不但通晓牛顿运动定律，还已经熟练地掌握其应用，但却有个新生来做你的物理实验室搭档一样，虽说你的知识可以让这个新生对你崇拜不已。这并不是说新生就不能成长为物理学的好手，也不是说凯丽就没法在女同性恋战线赶上亚利桑那，而是一个很简单很实际的问题：亚利桑那可能没耐心来等待那么长的时间。 |
| ——彼得·诺活克 | |

虽然两个角色开始了交往，但节目的第100集《一天能有多大区别》（What a Difference a Day Makes）中给出了一个托雷斯的父亲拒绝接受女儿性取向的情节，给两人刚刚开始的关系带来了考验。莱梅斯这样评价了他们的最终合解：“我喜欢（凯丽）和亚利桑那在一起……我喜欢他们让我感觉充满希望，感觉到了爱。”对于两人在第6季的感情发展莱梅斯说：“我会希望看到凯丽快乐地生活在一段长期的关系中。她们还有那么多可供我们探索，因为我们几乎（对亚利桑那）一无所知。”。卡普肖曾评价两人的关系有着“令人难以置信的理解、同情和敏感”。她还形容节目的第6季将主要会“稳固成一段非常成熟和实际的关系，并且令其继续向前发展。这是一部正剧，所以自然会有冲突，但在这段时间里，她们也将继续享受这段看起来还算稳定的关系”。
对于罗宾斯和托雷斯将来是否会再度成婚的问题，卡普肖回应：“可能在此（两人再次结婚）以前，还会有许多其他事情要发生吧。（……）我不觉得她们最后会就这么为了结婚而结婚。对于亚利桑那，我觉得她有着令人难以置信的自律，她也正如你所说的那样，有着非常严格的道德罗盘，在没有经过大量的思考以前，她是不会就这么冒然结婚的。”而对罗宾斯和托雷斯前任情人斯隆的关系卡普肖透露：“每当有需要出演我被他吓到或是他对我爱理不理的镜头时，我总是试图让其显得很俏皮。这样更符合亚利桑那的风格，我也觉得这样更有趣。”

## 反响

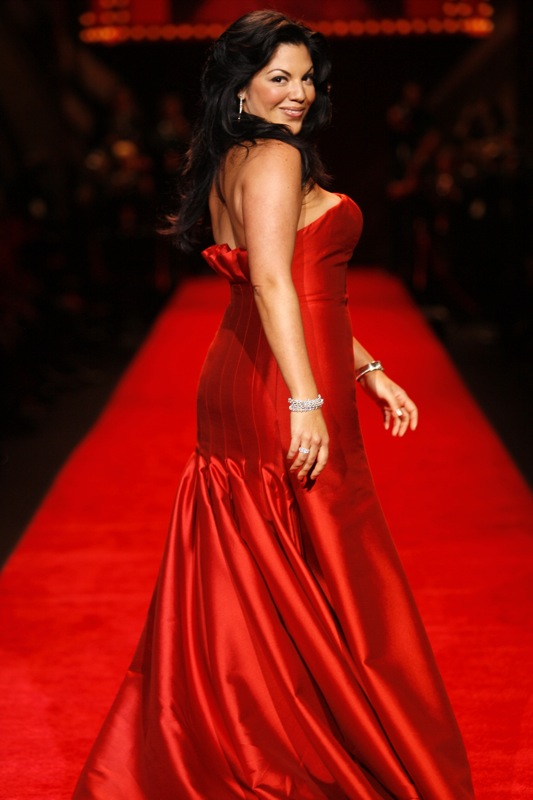
卡普肖和莎拉·拉米尔兹的关系得到了评论员的赞赏

美国在线电视小队的简·伯尔索（Jane Boursaw）将亚利桑那·罗宾斯评为电视上十大同性恋角色的第7名。他写道：“她是一个讽刺的混合体——一个踩在轮滑鞋上的儿科医生，冲动地亲吻了凯丽，却又告诉对方自己没时间去教一个新手怎么做同性恋。不过，她仍然比这个节目中别的同性恋更有趣，而且由于埃丽卡（·哈恩）的莫名离去，这样的角色已经越来越少了。”。在LGBT网站上，多萝茜·斯纳克（Dorothy Snarker）这样评价了哈恩的突然离去：“我……没法不对《实习医生格蕾》的编剧会如何处理这段关系持谨慎态度。杰西卡已经在她短暂的出镜时间里证明自己既可爱又讨人喜欢。但关键并不是在这段恋情如何开始，真正重要的是：接下来又会怎么样。”。网站上也经投票把罗宾斯评为50位最优秀女同性恋或双性恋角色的第3名，并且评为50位最受欢迎女性电视角色的第2名。
《电视指南》的马特·米托维奇指出，罗宾斯“很快就成了粉丝的宠儿”，形容她是“经常让人感到忧虑的西雅图仁爱医院的一股新鲜空气”。IGN网站的克里斯·曼菲特认为《实习医生格蕾》的第5季与前两季相比有所进步，并将此归因于罗宾斯和欧文·亨特（凯文·麦克基德饰）两个“新鲜的新角色”的登场。他还认为亚历桑那对这季最终的贡献在于“给西雅图仁爱医院带来了育儿的元素”，这也给了米兰达·贝利很大的发展空间。网站的詹妮弗·戈德温（Jennifer Godwin）对把亚利桑那增加为第6季的固定角色表示赞同，特别是因为其与凯丽的关系将得以继续。
《洛杉矶时报》的卡琳娜·麦肯齐（Carina MacKenzie）针对第6季的第5集《侵略》（Invasion）写道：“到现在为此这集最出色的瞬间就是罗宾斯与托雷斯父亲卡罗斯一起的镜头。杰西卡·卡普肖有着一种过人的能力，可以把《实习医生格蕾》里面那些最耸人听闻的台词以微妙和诚实的方式表达出来，使对方能够感觉到她的真诚而不至于过分紧张。‘我是以一艘战舰命名的’，她说，然后紧接着的是一段强有力的表述，她冷静而细心地解释，托雷斯仍然是卡罗斯养大的那个女人。”

## 扩展链接
- 互联网电影数据库上亚利桑那·罗宾斯的资料
- ABC.com上的《实习医生格蕾》（页面存档备份，存于）